# Damil Sütschanow
Damil Sütschanow (* 16. Juli 1995) ist ein kasachischer Sprinter.

## Sportliche Laufbahn
Erste Erfahrungen bei internationalen Meisterschaften sammelte Damil Sütschanow bei den Asienmeisterschaften 2019 in Doha, bei denen er im 100-Meter-Lauf mit 10,68 s in der ersten Runde ausschied und mit der kasachischen 4-mal-100-Meter-Staffel im Vorlauf nicht die Ziellinie erreichte. Anschließend nahm er im 200-Meter-Lauf an der Sommer-Universide in Neapel teil und schied dort mit 21,55 s im Vorlauf aus und belegte mit der Staffel in 40,00 s den fünften Platz.
2016 wurde Sütschanow kasachischer Meister in der 4-mal-100-Meter-Staffel und 2019 in der 4-mal-400-Meter-Staffel. In der Halle wurde er 2019 und 2020 Hallenmeister in der 4-mal-200-Meter-Staffel und 2019 auch in der 4-mal-400-Meter-Staffel.

## Persönliche Bestzeiten
- 100 Meter: 10,59 s (+1,3 m/s), 24. Mai 2019 in Almaty
  - 60 Meter (Halle): 6,85 s, 22. Januar 2019 in Öskemen
- 200 Meter: 21,35 s (+0,9 m/s), 27. Juli 2019 in Almaty
  - 200 Meter (Halle): 21,70 s, 23. Juni 2019 in Öskemen